# Łanięta (gemeente)
De gemeente Łanięta is een landgemeente in het Poolse woiwodschap Łódź, in powiat Kutnowski.
De zetel van de gemeente is in Łanięta.
Op 30 juni 2004 telde de gemeente 2684 inwoners.

## Oppervlakte gegevens
In 2002 bedroeg de totale oppervlakte van gemeente Łanięta 54,76 km², waarvan:
- agrarisch gebied: 89%
- bossen: 5%

De gemeente beslaat 6,18% van de totale oppervlakte van de powiat.

## Demografie
Stand op 30 juni 2004:
| Omschrijving                   | Totaal | Totaal | Vrouwen | Vrouwen | Mannen | Mannen |
| ------------------------------ | ------ | ------ | ------- | ------- | ------ | ------ |
| eenheid                        | aantal | %      | aantal  | %       | aantal | %      |
| inwoners                       | 2684   | 100    | 1289    | 48      | 1395   | 52     |
| bevolkingsdichtheid (inw./km²) | 49     | 49     | 23,5    | 23,5    | 25,5   | 25,5   |

In 2002 bedroeg het gemiddelde inkomen per inwoner 1373,74 zł.

## Aangrenzende gemeenten
Gostynin, Kutno, Lubień Kujawski, Nowe Ostrowy, Strzelce